# Risoluzione 360 del Consiglio di sicurezza delle Nazioni Unite
La risoluzione 360 del Consiglio di sicurezza delle Nazioni Unite, adottata il 16 agosto 1974, dopo aver ricordato le precedenti risoluzioni e aver rilevato che tutti gli stati hanno dichiarato il loro rispetto per la sovranità, l'indipendenza e l'integrità territoriale della Repubblica di Cipro, ha registrato formalmente la sua disapprovazione per l'unilateralità militare azioni intraprese contro di essa dalla Turchia. Il Consiglio ha quindi esortato le parti a conformarsi senza indugio alle loro precedenti risoluzioni, in particolare la 353, e ha quindi chiesto al Segretario generale di riferire loro se necessario in vista dell'eventuale adozione di ulteriori misure volte a promuovere il ripristino delle condizioni di pace.
La risoluzione è stata adottata con 11 voti contrari, con tre astensione della Repubblica Socialista Sovietica Bielorussa,dell'Iraq e dell'Unione Sovietica.